# 綾凰華
綾 凰華（あや おうか、1月5日 - ）は、日本の女優。元宝塚歌劇団雪組・星組の男役スター。
兵庫県宝塚市、県立宝塚高等学校出身。身長169cm。血液型B型。愛称は「あやな」。

## 来歴
2010年、宝塚音楽学校入学。
2012年、宝塚歌劇団に98期生として入団。入団時の成績は6番。宙組公演「華やかなりし日々／クライマックス」で初舞台。
2013年、組まわりを経て星組に配属。
2017年8月7日付で雪組へと組替え。同年、望海風斗・真彩希帆トップコンビ大劇場お披露目となる「ひかりふる路」で、新人公演初主演。
2018年の「ファントム」で2度目の新人公演主演を務め、新人公演を卒業。
2022年6月12日、「夢介千両みやげ／Sensational!」東京公演千秋楽をもって、宝塚歌劇団を退団。

## 宝塚歌劇団時代の主な舞台

### 初舞台
- 2012年4 - 5月、宙組『華やかなりし日々』『クライマックス』（宝塚大劇場のみ）

### 組まわり
- 2012年7 - 10月、花組『サン＝テグジュペリ』『CONGA!!』[8][9]

### 星組時代
- 2013年3 - 4月、『南太平洋』（ドラマシティ・日本青年館） - ブライアン・コニック／エミールの屋敷の使用人
- 2013年5 - 8月、『ロミオとジュリエット』
- 2013年10月、『日のあたる方（ほう）へ』（ドラマシティ・日本青年館）
- 2014年1 - 3月、『眠らない男・ナポレオン-愛と栄光の涯（はて）に-』 - 新人公演：ルイ（本役：夏樹れい）
- 2014年5 - 6月、『太陽王〜ル・ロワ・ソレイユ〜』（東急シアターオーブ）
- 2014年7 - 10月、『The Lost Glory -美しき幻影-』 - 新人公演：パット･ボローニャ（本役：礼真琴）『パッショネイト宝塚!』[2]
- 2014年11月、柚希礼音スーパー・リサイタル『REON in BUDOKAN〜LEGEND〜』（日本武道館）[2]
- 2014年12月、『アルカサル〜王城〜』（バウホール） - マルティン・ロハス
- 2015年2 - 5月、『黒豹（くろひょう）の如（ごと）く』 - 新人公演：マルセリーノ・フェデリコ（本役：礼真琴）『Dear DIAMOND!!』
- 2015年6 - 7月、『キャッチ・ミー・イフ・ユー・キャン』（赤坂ACTシアター・ドラマシティ）
- 2015年8 - 11月、『ガイズ&ドールズ』 - GI、新人公演：ラスティー・チャーリー（本役：麻央侑希）
- 2016年1月、『鈴蘭（ル・ミュゲ）-思い出の淵から見えるものは-』（バウホール） - マルセル[9]
- 2016年3 - 6月、『こうもり』 - 新人公演：ガブリエル・フォン・アイゼンシュタイン侯爵（本役：紅ゆずる）『THE ENTERTAINER!』[8][9][2]
- 2016年6月、『Bow Singing Workshop〜星〜』（バウホール）
- 2016年8 - 11月、『桜華に舞え』 - 三上卓／須田良治、新人公演：衣波隼太郎（本役：紅ゆずる）『ロマンス!! (Romance)』[8][2]
- 2017年1月、『オーム・シャンティ・オーム-恋する輪廻-』（東京国際フォーラム） - ゴヴィンダ・アフジャー／医者／オームの影
- 2017年3 - 6月、『THE SCARLET PIMPERNEL（スカーレット ピンパーネル）』 - ハル、新人公演：マクシミリアン・ロベスピエール（本役：七海ひろき）[8][9]
- 2017年7 - 8月、『阿弖流為-ATERUI-』（ドラマシティ・日本青年館） - 母礼[8][2]

### 雪組時代
- 2017年11 - 2018年2月、『ひかりふる路（みち）〜革命家、マクシミリアン・ロベスピエール〜』 - オーギュスタン・ロベスピエール、新人公演：マクシミリアン・ロベスピエール（本役：望海風斗）『SUPER VOYAGER!』 新人公演初主演[7][8][12][9][2]
- 2018年3 - 4月、『誠の群像』 - 沖田総司『SUPER VOYAGER!』（全国ツアー）[2]
- 2018年6 - 9月、『凱旋門』 - ペペ／ダンサー／黒い影、新人公演：ボリス・モロゾフ（本役：望海風斗）『Gato Bonito!!』[12][2]
- 2018年11 - 2019年2月、『ファントム』 - ラシュナル、新人公演：ファントム（本役：望海風斗） 新人公演主演[10][11][12][2]
- 2019年3 - 4月、『PR×PRince』（バウホール） - ヴァレンティン
- 2019年5 - 9月、『壬生義士伝』 - 大野千秋『Music Revolution!』[5]
- 2019年10 - 11月、『はばたけ黄金の翼よ』 - ロレンツォ『Music Revolution!』（全国ツアー）
- 2020年1 - 3月、『ONCE UPON A TIME IN AMERICA（ワンス アポン ア タイム イン アメリカ）』 - ニック[5]
- 2021年1 - 4月、『fff-フォルティッシッシモ-』 - ルドルフ大公『シルクロード〜盗賊と宝石〜』[3]
- 2021年6月、『ヴェネチアの紋章』 - マルコ・ダンドロ『ル・ポァゾン 愛の媚薬-Again-』（全国ツアー）[3][2]
- 2021年8 - 11月、『CITY HUNTER』 - 槇村秀幸『Fire Fever!』[2][5]
- 2022年3 - 6月、『夢介千両みやげ』 - 悪七『Sensational!』 退団公演[13][2]

### 出演イベント
- 2018年5月、『凱旋門』前夜祭
- 2018年12月、タカラヅカスペシャル2018『Say! Hey! Show Up!!』
- 2019年12月、タカラヅカスペシャル2019『Beautiful Harmony』

## 宝塚歌劇団退団後の主な活動

### 舞台
- 2022年9 - 10月、『阿国-かぶく恋、夢の果て-』（サンシャイン劇場） - 三十郎[注釈 1]／阿国[注釈 1][14]
- 2023年2月、『『刀剣乱舞』禺伝 矛盾源氏物語』（TOKYO DOME CITY HALL・オリックス劇場） - 一文字則宗[15]
- 2023年5月、『ホロー荘の殺人』（三越劇場） - ヴェロニカ・クレイ[16]
- 2023年5 - 6月、『2STEP』（日本青年館・ドラマシティ）[17]
- 2023年9 - 10月、『アンドレ・デジール 最後の作品』（よみうり大手町ホール・サンケイホールブリーゼ）[18]
- 2023年11月、『庭の木と四つの物語』（六本木トリコロールシアター）[19]
- 2023年12月、『それを言っちゃお終い〜ストレートプレー〜』（六本木トリコロールシアター）[20]
- 2023年12月、朗読劇『ラストダンスは私に〜岩谷時子物語〜』（六行会ホール） - 越路吹雪[注釈 2][21]
- 2024年1月、『ある閉ざされた雪の山荘で』（大手町三井ホール） - 笠原温子[22]
- 2024年7月、『若草物語』（博品館劇場） - ジョー[23]
- 2024年12月 - 2025年1月『天保十二年のシェイクスピア』（日生劇場・博多座・オーバード・ホール・愛知県芸術劇場）[24] -お冬
- 2025年5月、『あなたに会えてよかった』（三越劇場・COOL JAPAN PARK OSAKA TTホール）[25]
- 2025年5月、朗読劇『私の頭の中の消しゴム Final Letter』（よみうり大手町ホール）[26]
- 2025年9 - 10月、『魔法使いの約束 きみに花を、空に魔法を 前編』（天王洲 銀河劇場・東京建物 Brillia HALL 箕面） - ターリア[27]
- 2026年2 - 3月、『刀剣乱舞 禺伝 矛盾源氏物語〜再演〜』（2026年2月 - 3月〈予定〉、東京・大阪・福岡） - 一文字則宗[28]

## TV出演
- 2019年7月、フジテレビ『2019 FNSうたの夏まつり』

## 受賞歴
- 2018年、『阪急すみれ会パンジー賞』 - 新人賞[29]